# Artemij (Kuzmin)
Artemij (světským jménem: Artem Andrejevič Kuzmin; * 12. května 1983, Vijnycja) je ukrajinský duchovní Ruské pravoslavné církve, biskup taganrogský a vikář rostovské eparchie.

## Život
Narodil se 12. května 1983 ve vesnici Vijnycja ve Volodymyrském rajónu jako syn vojáka. Pokřtěn byl roku 1988 v chrámu Vzkříšení Krista ve městě Frunze (dnes Biškek v Kyrgyzstánu).
Roku 2000 dokončil střední školu č. 1 ve městě Ostrov v Pskovské oblasti.
Od třinácti let byl oltářníkem chrámu Svaté Trojice v Ostrově. V letech 2001–2009 sloužil jako starší oltářník podvorje patriarchy moskevského a celé Rusi chrámů Vysoko-Petrovského monastýru v Moskvě. Poté byl až do roku 2011 hypodiakonem biskupa zarajského Merkurija (Ivanova).
Roku 2005 dokončil studium na ekonomické fakultě Ruské pravoslavné univerzity. Stal se ekonomem se specializací na národní ekonomiku. V letech 2005–2008 absolvoval postgraduální studium na stejné univerzitě v oboru ekonomika a management národního hospodářství. Od roku 2006 pracoval jako vedoucí marketingu v nakladatelství "Evrazija Eks-press".
V letech 2009–2012 byl pracovníkem Synodního oddělení náboženského vzdělávání a katecheze. Zde vykonával funkci hlavního referenta, vedoucího kanceláře služby správy dokumentů a informatizace či vedoucího služby správy dokumentů a informatizace.
Dne 3. prosince 2011 byl v chrámu Narození přesvaté Bohorodice v Rostově na Donu postřižen metropolitou rostovským a novočerkasským Merkurijem (Ivanovem) na rjasofora se jménem Artemij na počest svatého Artemije Palestinského. Dne 4. prosince byl rukopoložen na hierodiakona a 7. prosince na jeromonacha s právem nosit náprsní kříž. V den svého kněžského svěcení byl ustanoven představeným chrámu Ikony Matky Boží Znamení Archijerejského podvorje v Rostově. Od roku 2011 byl také sekretářem eparchiální správy.
Dne 17. března 2012 byl v chrámu svatého Sergija Vysoko-Petrovského monastýru metropolitou Merkurijem postřižen na monacha se jménem Artemij na počest svatého Artemije Verkolského.
Dne 14. srpna 2015 byl osvobozen od funkce představeného chrámu Ikony Matky Boží Znamení a ustanoven představeným chrámu Narození přesvaté Bohorodice v Rostově.
Roku 2015 dokončil v dálkovém studiu Moskevský duchovní seminář a roku 2017 dokončil závěrečnou klasifikační práci na téma „Vznik církevní organizace v severovýchodním Azovském moři v 17. – první třetině 19. století“. Stal se specialistou církevně-praktické disciplíny.
Roku 2018 dokončil dálkově magisterské studium na Petrohradské duchovní akademii a získal titul magistra teologie.
Dne 11. března 2020 jej Svatý synod zvolil biskupem taganrogským a vikářem rostovské eparchie. Dne 20. března 2020 byl v chrámu Svaté Trojice Iverského monastýru povýšen metropolitou Merkurijem na archimandritu.
Dne 18. srpna 2029 byl v chrámu Krista Spasitele v Moskvě oficiálně jmenován biskupem a 28. srpna proběhla ve stejném chrámu jeho biskupská chirotonie. Světiteli byli patriarcha moskevský Kirill, metropolita voskresenský Dionisij (Porubaj), metropolita rostovský a novočerkasský Merkurij (Ivanov), metropolita singapurský a jihovýchodněasijský Sergij (Čašin), arcibiskup tverský a kašinský Amvrosij (Jermakov), biskup šachtinský a millerovský Simon (Morozov) a biskup pavlovo-posadský Foma (Mosolov).